# Себяла, Мухамад
Мухамад Себяля (англ. Muhamad Sebyala; род. 1 января 1980, Кампала, Уганда) — угандийский боксёр-профессионал, выступающий в первой средней, средней и второй средней весовых категориях. Чемпион Уганды в среднем весе среди профессионалов (2013), претендент на титулы чемпиона Африканского боксёрского союза (2012) в первом среднем весе, интер-континентального чемпиона по версии Универсальной боксёрской организации (2010) и чемпиона Африки по версии Всемирной боксёрской организации (2017) в среднем весе, чемпиона Азии по версии Всемирной боксёрской ассоциации во втором среднем весе.

## Карьера
18 апреля 2007 года Себяла дебютировал на профессиональном ринге сведя вничью бой с Медом Букеней (0-1). В своих следующих шести поединках, которые были рейтинговыми одержал три победы и потерпел три поражения. 11 сентября 2010 года проиграл единогласным судейским решением танзаницу Френсису Чеку (19-6-1) в бою за титул интерконтинентального чемпиона в среднем весе по версии Универсальной боксёрской организации.
10 мая 2012 года потерпел ещё одно поражение от марокканца Ахмеда Бенджедду (7-0-1) в бою за титул чемпиона Африканского боксёрского союза в первом среднем весе. 2 марта 2013 года нокаутировал своего соотечественника Ахилла Ссемогерере (0-7) и завоевал титул чемпион Уганды в среднем весе. Свой следующий бой, 10 августа того же года, проиграл кенийцу Даниэлю Ванони (17-5-2). С 15 сентября 2013 года по 30 апреля 2016 года провёл 10 поединков, в девяти из которых одержал досрочные победа, а в одном — победу единогласным судейским решением.
1 апреля 2017 года проиграл техническим нокаутом в 10-м раунде намбийскому боксёру Вальтеру Кутондокве (13-0) в бою за титул чемпиона Африки по версии Всемирной боксёрской организации в среднем весе. 27 апреля 2019 года проиграл техническим нокаутом в 3-м раунде индийскому боксёры Бриджешу Мине (8-2) в бою за титул чемпиона Азии по версии Всемирной боксёрской ассоциации во втором среднем весе.